# ناسو كوليسيوم
ناسو كوليسيوم (بالإنجليزية: Nassau Coliseum)‏ هي ساحة داخلية متعددة الأغراض في يونيوندايل، نيويورك، شرق مدينة نيويورك.